# ناتويا غول
ناتويا غول (بالإنجليزية: Natoya Goule) هي عداءة مسافات متوسطة جامايكية ولدت في يوم 30 مارس 1991 في مانشستر باريش في جامايكا، إختصت بسباقات 400 متر و800 متر.

## روابط خارجية
- ناتويا غول على موقع الاتحاد الدولي لألعاب القوى (الإنجليزية)
- ناتويا غول على موقع الدوري الماسي (الإنجليزية)
- ناتويا غول على موقع TFRRS.org (الإنجليزية)
- ناتويا غول على موقع أوليمبيديا (الإنجليزية)
- ناتويا غول على موقع اتحاد ألعاب الكومنولث (مؤرشف) (الإنجليزية)